# لمگو (آلمان)
لمگو (آلمان) (به آلمانی: Lemgow) یک شهر در آلمان است که در نیدرزاکسن واقع شده‌است.

## خصوصیات
لمگو ۶۴٫۳۴ کیلومترمربع مساحت دارد ۲۴ متر بالاتر از سطح دریا واقع شده‌است.